# Oswaldo López Arellano
Oswaldo Enrique López Arellano (Danlí, Honduras, 30. lipnja 1921. – Tegucigalpa, Honduras, 16. svibnja 2010.) je bio general, političar i honduraški predsjednik u dva mandata (1963. – 1971. i 1972. – 1975.). Oba puta je dolazio na vlast koristeći vojsku.

## Životopis
Oswaldo López Arellano je rođen 30. lipnja 1921. godine u Danlí u veoma utjecajnoj obitelji, a roditelji su mu bili Enrique López i Carlota Arellano. U Tegucigalpi je pohađao američku školu gdje je naučio tečno govoriti engleski jezik. Honduraškoj vojsci se pridružio s 18 godina te je diplomirao kao pilot u honduraškoj vojnoj letačkoj školi. U razdoblju od 1942. do 1945. godine je bio u američkoj saveznoj državi Arizoni gdje je učio zrakoplovnu mehaniku. López je dugo vremena služio u vojsci s činom pukovnika te je na kraju promoviran u generala.
Oženio se s Glorijom Figueroa s kojom je imao petero djece a to su bili Gloria Carolina, Oswaldo, Enrique, Leonel i José Luis. Najstariji sin Oswaldo je umro 2003. godine.
López je kratko služio u vojsci tijekom vojne hunte 1957. godine te je podnio ostavku nakon izbora. Prvi puta je postao predsjednik 3. listopada 1963. godine, a preuzeo je vlast nakon vojnog udara koji se dogodio iste godine, deset dana prije predsjedničkih izbora. Na vlasti je bio do 7. lipnja 1971. godine. Njegovim odlaskom, predsjesničko mjesto preuzima Ramón Ernesto Cruz. On je s vlasti izbačen 4. prosinca 1972. godine nakon drugog državnog udara kada vlast ponovo preuzima López.
Godine 1975. američka trgovačka komisija podmićuje predsjednika Lópeza s 1,25 milijuna USD kako bi izložila shemu tvrtke United Brands Company uz obećanje za dodatnih 1,25 milijuna USD ako bi se smanjili neki porezi na izvoz banana. Zbog toga je trgovanje dionicama United Brands Company zaustavljeno, a skandal je u Hondurasu poznat kao "bananagate".
Dana 22. travnja 1975. godine Oswaldo Lópeza je svrgnut s vlasti (također vojnim udarom), a na vlast dolazi Juan Alberto Melgar. Nakon toga López postaje biznismen te je u vlasništvu nekoliko tvrtki u srednjoj Americi. Među njima je bio i nacionalni avio prijevoznik TAN-SAHSA koji je danas propala tvrtka.
Oswaldo López Arellano je umro 16. svibnja 2010. godine tijekom operacije raka prostate.

## Ured predsjednika Arellana
| predsjednik Vlade i Ministarstvo pravosuđa       | Dario Humberto Montes                             |
| Ministarstvo vanjskih poslova                    | Jorge Fidela Duron                                |
| Ministarstvo mineralnih resursa                  | Héctor Molina                                     |
| Ministarstvo za javno zdravstvo i socijalnu skrb | Abraham H. Riera                                  |
| Ministarstvo financija                           | Tomás Calix Moncada                               |
| Ministarstvo komunikacija i javnih radova        | Luis Bográn Fortin                                |
| Ministarstvo javnog obrazovanja                  | Eugenio Matute Canizales                          |
| Ministarstvo rada i socijalne skrbi              | Edgardo Dumas Rodriguez                           |
| Ministarstvo unutarnje i vanjske obrane          | Armando Escalón                                   |
| 6. lipnja 1965. – 7. lipnja 1971.                |                                                   |
| Resor                                            | Ministar                                          |
| predsjednik Vlade i Ministarstvo pravosuđa       | Urmeneta Virgilio Ramirez                         |
| Ured predsjednika Vlade                          | Ricardo Zuniga Augustinus                         |
| Ministarstvo vanjskih poslova                    | Jose Angel Ulloa Donaire Tiburcio Carias Castillo |
| Ministarstvo mineralnih resursa                  | Julio César Pineda                                |
| Ministarstvo za javno zdravstvo i socijalnu skrb | Jose Antonio Peraza                               |
| Ministarstvo financija                           | Manuel Acosta Bonilla                             |
| Ministarstvo komunikacija i javnih radova        | Ramon Lobo Sosa                                   |
| Ministarstvo javnog obrazovanja                  | Rafael Bardales Bueso                             |
| Ministarstvo rada i socijalne skrbi              | Amado H. Núñez                                    |
| Ministarstvo unutarnje i vanjske obrane          | José Salomon Ciliézer Uclés                       |
| 4. prosinca 1972. – 22. travnja 1975.            |                                                   |
| Resor                                            | Ministar                                          |
| predsjednik Vlade i Ministarstvo pravosuđa       | Alberto Juan Melgar Castro                        |
| Ministarstvo vanjskih poslova                    | Cesar A. Batres                                   |
| Ministarstvo mineralnih resursa                  | Raul Diaz Edgardo Escoto                          |
| Ministarstvo za javno zdravstvo i socijalnu skrb | Enrique Aguilar Paz                               |
| Ministarstvo financija                           | Manuel Acosta Bonilla                             |
| Ministarstvo gospodarstva i financija            | Jose Ramos Abraham Bennaton                       |
| Ministarstvo komunikacija i javnih radova        | Miguel Angel Rivera Bermúdez                      |
| Ministarstvo javnog obrazovanja                  | J. Napoleon Alcerro Oliva                         |
| Ministarstvo rada i socijalne skrbi              | Buda Gautama Fonseca                              |
| Ministarstvo unutarnje i vanjske obrane          | Raul Soto Galo Pedro Fermin Ramirez Landa         |
| Ministarstvo ekonomskog planiranja               | Manlio Martinez Cantor                            |